# Баоцин
Баоци́н (кит. упр. 宝清, пиньинь Bǎoqīng) — уезд городского округа Шуанъяшань провинции Хэйлунцзян (КНР). Название уезда происходит от протекающей в этих местах реки Баоцинхэ.

## История
Уезд Баоцин провинции Гирин был образован в 1916 году.
В 1931 году Маньчжурия была оккупирована японскими войсками, а в 1932 году было образовано марионеточное государство Маньчжоу-го. В 1934 году было введено деление Маньчжоу-го на 15 провинций и 1 особый город, и уезд Баоцин вошёл в состав новой провинции Саньцзян. В 1939 году уезд вошёл в состав новой провинции Дунъань, а в 1943 — Объединённой провинции Восточная Маньчжурия.
В 1945 году Маньчжурия была освобождена Советской армией, и уезд Баоцин вошёл в состав новой провинции Хэцзян. В мае 1949 года провинция Хэцзян была присоединена к провинции Сунцзян, а в 1954 году провинция Сунцзян была присоединена к провинции Хэйлунцзян, и уезд Баоцин вошёл в состав Специального района Хэцзян (合江专区).
1 января 1985 года район Хэцзян был ликвидирован, а вместо него был образован городской округ Цзямусы. В 1991 году уезд Баоцин был переведён из городского округа Цзямусы в состав городского округа Шуанъяшань.

## Административное деление
Уезд Баоцин делится на 6 посёлков и 4 волости.
| №  | Название      | Название (кит.) | Статус  | Население чел. (2010) | На карте                         |
| -- | ------------- | --------------- | ------- | --------------------- | -------------------------------- |
| 1  | Баоцин        | 宝清镇          | поселок | 122690                | 46°19′39″ с. ш. 132°12′03″ в. д. |
| 2  | Цисинпао      | 七星泡镇        | поселок | 51842                 | 46°33′47″ с. ш. 131°44′50″ в. д. |
| 3  | Цинъюань      | 青原镇          | поселок | 25015                 | 46°29′10″ с. ш. 132°14′23″ в. д. |
| 4  | Цзясиньцзы    | 夹信子镇        | поселок | 18213                 | 46°17′03″ с. ш. 132°11′18″ в. д. |
| 5  | Ваньцзиньшань | 万金山乡        | волость | 15929                 | 46°20′20″ с. ш. 132°16′05″ в. д. |
| 6  | Цзяньшаньцзы  | 尖山子乡        | волость | 15586                 | 46°21′04″ с. ш. 132°28′40″ в. д. |
| 7  | Чаоян         | 朝阳乡          | волость | 15160                 | 46°13′01″ с. ш. 132°21′10″ в. д. |
| 8  | Сяочэнцзы     | 小城子镇        | поселок | 13570                 | 46°13′01″ с. ш. 132°02′32″ в. д. |
| 9  | Цисинхэ       | 七星河乡        | волость | 12478                 | 46°38′08″ с. ш. 131°55′36″ в. д. |
| 10 | Лунтоу        | 龙头镇          | поселок | 10984                 | 46°08′05″ с. ш. 132°06′12″ в. д. |

## Соседние административные единицы
Уезд Баоцин на северо-западе граничит с районом Баошань и уездом Юи, на юго-западе — с городским округом Цитайхэ, на юге и востоке — с городским округом Цзиси, на северо-востоке — с уездом Жаохэ, на севере — с городским округом Цзямусы.